# Castelnau-de-Montmiral
Castelnau-de-Montmiral (en occitan Castèlnòu de Montmiralh) est une commune française située dans le nord-ouest du département du Tarn, en région Occitanie. Sur le plan historique et culturel, la commune est dans le Gaillacois, un pays qui doit sa notoriété à la qualité de ses vins.
Exposée à un climat océanique altéré, elle est drainée par la Vère, le Tescou, le Ruisseau de Rô, le Ruisseau du Rô Oriental et par divers autres petits cours d'eau. La commune possède un patrimoine naturel remarquable : deux sites Natura 2000 (la « forêt de la Grésigne » et la « forêt de Grésigne et environs »), un espace protégé (le « Montoulieu ») et quatre zones naturelles d'intérêt écologique, faunistique et floristique.
Castelnau-de-Montmiral est une commune rurale qui compte 1 055 habitants en 2022, après avoir connu un pic de population de 3 116 habitants en 1846.  Elle fait partie de l'aire d'attraction de Gaillac. Ses habitants sont appelés les Montmiralais ou  Montmiralaises.

## Géographie
Commune située entre Albi et Montauban.
La commune est traversée d'est en ouest par la Vère. Au nord de cette rivière s'étend la forêt de Grésigne, une des plus vastes forêts de chênes de France et même d'Europe. Le sud de la Vère est en partie occupé par un plateau calcaire (causse). Le village est d'ailleurs construit sur un piton calcaire qui surplombe la vallée de la Vère.

### Communes limitrophes
Castelnau-de-Montmiral est limitrophe de onze autres communes.
Les communes limitrophes sont Broze, Cahuzac-sur-Vère, Gaillac, Larroque, Lisle-sur-Tarn, Penne, Puycelsi, Saint-Beauzile, Sainte-Cécile-du-Cayrou, Vaour et Le Verdier.
| Larroque       | Penne, Vaour           | Saint-Beauzile                                        |
| Puycelsi       | Castelnau-de-Montmiral | Sainte-Cécile-du-Cayrou, Le Verdier, Cahuzac-sur-Vère |
| Lisle-sur-Tarn | Gaillac                | Broze                                                 |

### Géologie et relief
La superficie de la commune (8 881 hectares) en fait une des plus grandes du département ; son altitude varie de 153  à   486 mètres.

### Voies de communication et transports
Accès avec la route départementale D964 (ex : Route nationale 664)

### Hydrographie
La commune est dans le bassin de la Garonne, au sein du bassin hydrographique Adour-Garonne. Elle est drainée par la Vère (affluent de l'Aveyron), le Tescou, le ruisseau de Rô, le ruisseau du Rô Oriental, l'Audoulou, le Merdaoussou, le Rieutort, l'Infernou, Riou Nègre, le ruisseau de Bauzens, le ruisseau de Belayrol, le ruisseau de Beudes, le ruisseau de Boussières, le ruisseau de Combe Escure,, qui constituent un réseau hydrographique de 111 km de longueur totale,.
La Vère, d'une longueur totale de 53,2 km, prend sa source dans la commune du Le Garric et s'écoule d'ouest en est. Elle traverse la commune et se jette dans l'Aveyron à Bruniquel, après avoir traversé 15 communes.
Le Tescou, d'une longueur totale de 48,8 km, prend sa source dans la commune et s'écoule d'est en ouest. Il traverse la commune et se jette dans le Tarn à Montauban, après avoir traversé 13 communes.
Le ruisseau de Rô, d'une longueur totale de 13,6 km, prend sa source dans la commune et s'écoule vers le sud. Il se jette dans le Tarn à Puycelsi.

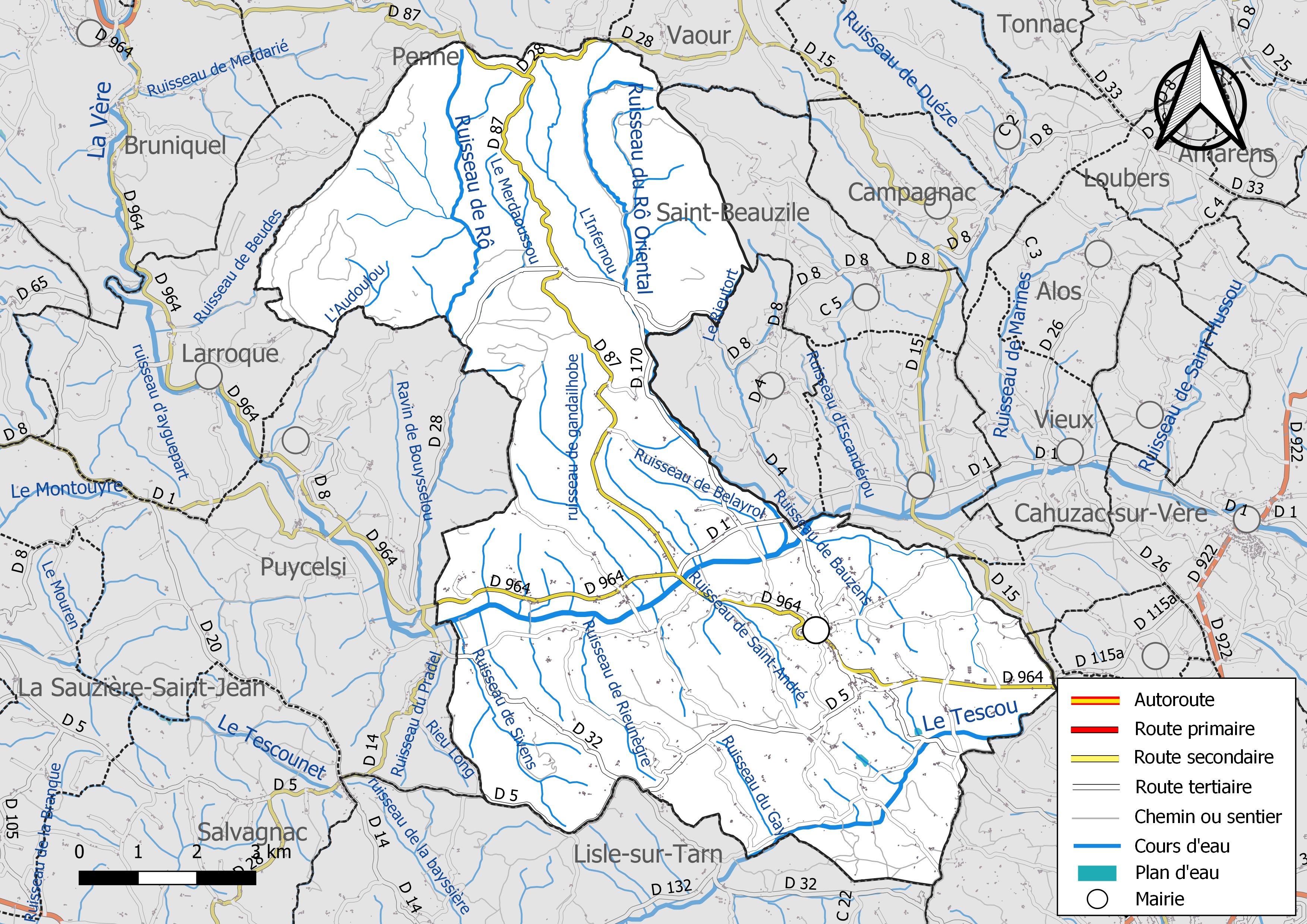
Réseaux hydrographique et routier de Castelnau-de-Montmiral.

Le ruisseau du Rô Oriental, d'une longueur totale de 10,9 km, prend sa source dans la commune et s'écoule vers le sud. Il se jette dans la Vère sur le territoire communal.

### Climat
Pour des articles plus généraux, voir Climat de l'Occitanie et Climat du Tarn.
En 2010, le climat de la commune est de type climat du Bassin du Sud-Ouest, selon une étude du Centre national de la recherche scientifique s'appuyant sur une série de données couvrant la période 1971-2000. En 2020, Météo-France publie une typologie des climats de la France métropolitaine dans laquelle la commune est exposée à un climat océanique altéré et est dans la région climatique Aquitaine, Gascogne, caractérisée par une pluviométrie abondante au printemps, modérée en automne, un faible ensoleillement au printemps, un été chaud (19,5 °C), des vents faibles, des brouillards fréquents en automne et en hiver et des orages fréquents en été (15 à 20 jours).
Pour la période 1971-2000, la température annuelle moyenne est de 12,8 °C, avec une amplitude thermique annuelle de 15,8 °C. Le cumul annuel moyen de précipitations est de 820 mm, avec 10,5 jours de précipitations en janvier et 5,6 jours en juillet. Pour la période 1991-2020, la température moyenne annuelle observée sur la station météorologique de Météo-France la plus proche, « Puycelsi », sur la commune de Puycelsi à 9 km à vol d'oiseau, est de 13,2 °C et le cumul annuel moyen de précipitations est de 740,4 mm. 
La température maximale relevée sur cette station est de 41,9 °C, atteinte le 24 août 2023 ; la température minimale est de −11,7 °C, atteinte le 8 février 2012,,.
Les paramètres climatiques de la commune ont été estimés pour le milieu du siècle (2041-2070) selon différents scénarios d'émission de gaz à effet de serre à partir des nouvelles projections climatiques de référence DRIAS-2020. Ils sont consultables sur un site dédié publié par Météo-France en novembre 2022.

### Milieux naturels et biodiversité

#### Espaces protégés
La protection réglementaire est le mode d’intervention le plus fort pour préserver des espaces naturels remarquables et leur biodiversité associée,.
Un  espace protégé est présent sur la commune : 
le « Montoulieu », une réserve biologique dirigée, d'une superficie de 43,10 ha.

#### Réseau Natura 2000

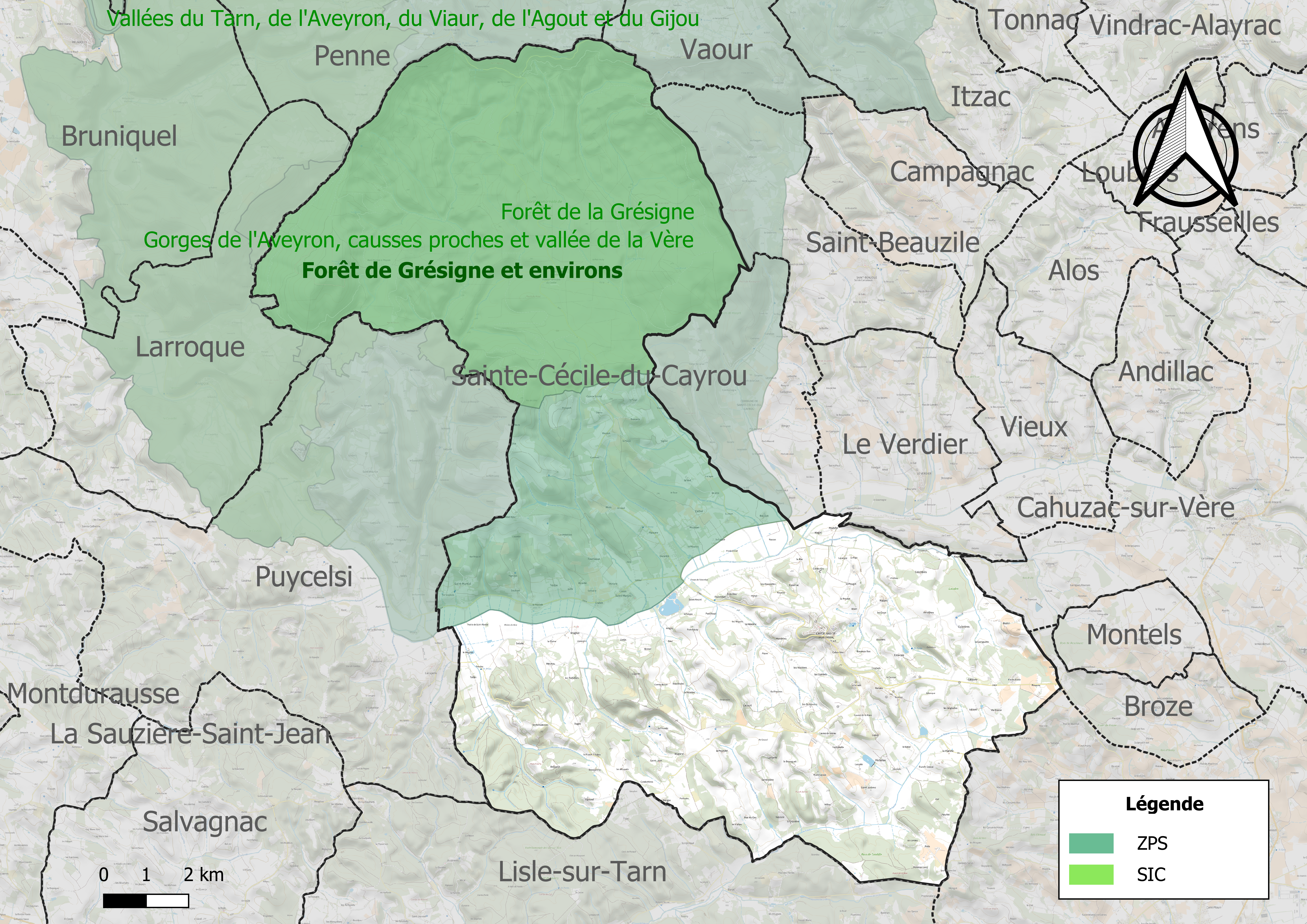
Site Natura 2000 sur le territoire communal.

Le réseau Natura 2000 est un réseau écologique européen de sites naturels d'intérêt écologique élaboré à partir des directives habitats et oiseaux, constitué de zones spéciales de conservation (ZSC) et de zones de protection spéciale (ZPS).
Un site Natura 2000 a été défini sur la commune au titre de la directive habitats :
- la « forêt de la Grésigne », d'une superficie de 3 604 ha, un site présentant une exceptionnelle richesse entomologique qui place cette forêt au troisième rang européen en nombre absolu de coléoptères (2 380 espèces recensées), derrière la forêt de Fontainebleau, et la réserve de Bialowecja[21]

et un au titre de la directive oiseaux : 
- la « forêt de Grésigne et environs », d'une superficie de 27 701 ha, un site où onze espèces de l'annexe 1 se reproduisent régulièrement sur le site, parmi lesquelles sept espèces de rapaces (dont le Faucon pèlerin et le Hibou grand-duc)[22].

#### Zones naturelles d'intérêt écologique, faunistique et floristique
L’inventaire des zones naturelles d'intérêt écologique, faunistique et floristique (ZNIEFF) a pour objectif de réaliser une couverture des zones les plus intéressantes sur le plan écologique, essentiellement dans la perspective d’améliorer la connaissance du patrimoine naturel national et de fournir aux différents décideurs un outil d’aide à la prise en compte de l’environnement dans l’aménagement du territoire.
Deux ZNIEFF de type 1 sont recensées sur la commune :
la « forêt de Grésigne » (4 019 ha), couvrant 7 communes du département, et 
la « forêt de Sivens » (1 409 ha), couvrant 3 communes du département
et deux ZNIEFF de type 2, : 
- la « forêt de Grésigne et environs » (18 733 ha), couvrant 21 communes dont 17 dans le Tarn et quatre dans le Tarn-et-Garonne[26] ;
- la « forêt de Sivens et coteaux boisés alentours [sic] » (5 385 ha), couvrant 5 communes du département[27].

Carte des ZNIEFF de type 1 et 2 à Castelnau-de-Montmiral.
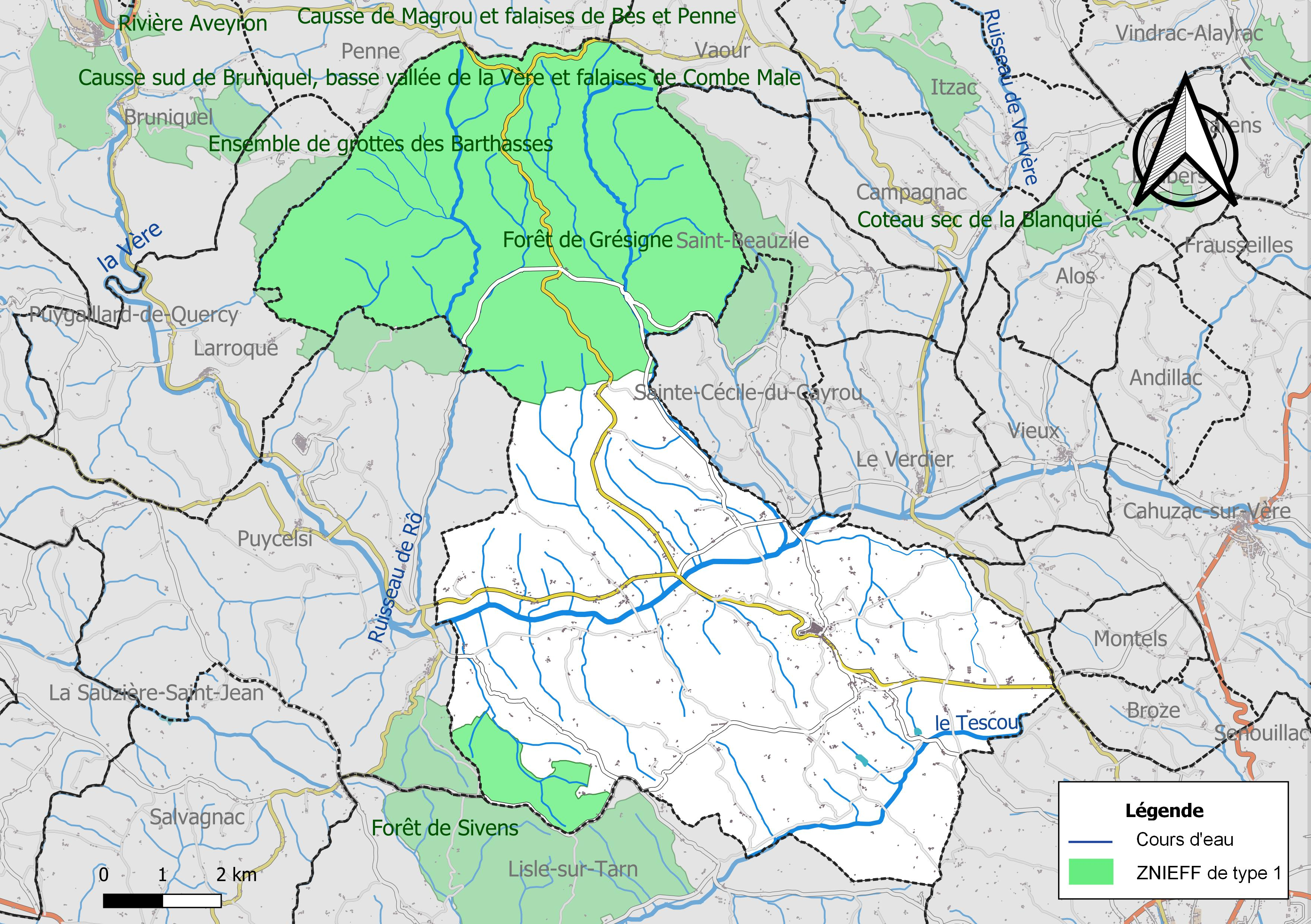
Carte des ZNIEFF de type 1 sur la commune.
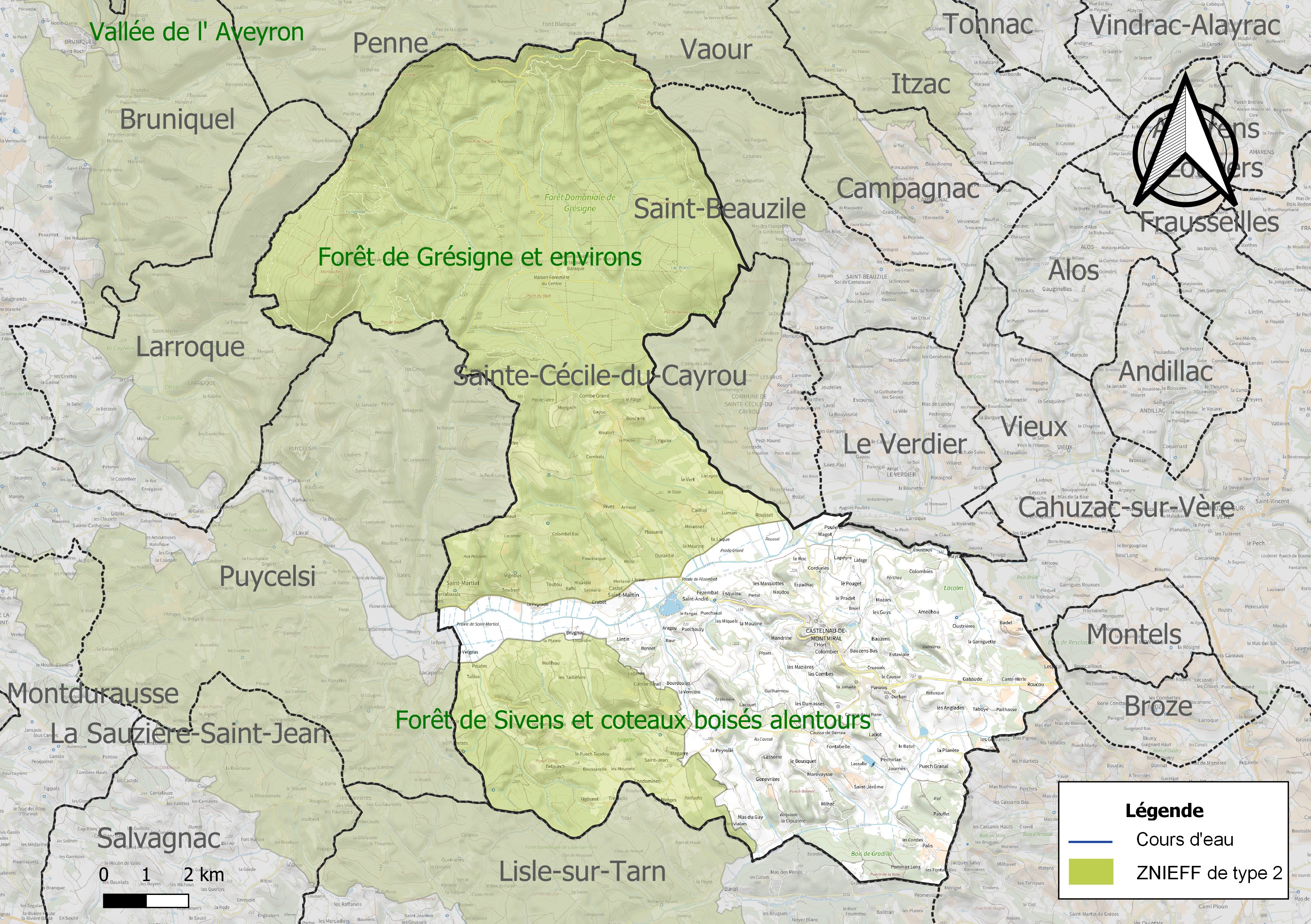
Carte des ZNIEFF de type 2 sur la commune.

## Urbanisme

### Typologie
Au 1er janvier 2024, Castelnau-de-Montmiral est catégorisée commune rurale à habitat très dispersé, selon la nouvelle grille communale de densité à sept niveaux définie par l'Insee en 2022.
Elle est située hors unité urbaine. Par ailleurs la commune fait partie de l'aire d'attraction de Gaillac, dont elle est une commune de la couronne,. Cette aire, qui regroupe 14 communes, est catégorisée dans les aires de moins de 50 000 habitants,.

### Occupation des sols
L'occupation des sols de la commune, telle qu'elle ressort de la base de données européenne d’occupation biophysique des sols Corine Land Cover (CLC), est marquée par l'importance des forêts et milieux semi-naturels (57 % en 2018), une proportion sensiblement équivalente à celle de 1990 (56,7 %). La répartition détaillée en 2018 est la suivante : 
forêts (56,1 %), terres arables (22,8 %), zones agricoles hétérogènes (14 %), prairies (3,4 %), cultures permanentes (2,9 %), milieux à végétation arbustive et/ou herbacée (0,9 %). L'évolution de l’occupation des sols de la commune et de ses infrastructures peut être observée sur les différentes représentations cartographiques du territoire : la carte de Cassini (XVIIIe siècle), la carte d'état-major (1820-1866) et les cartes ou photos aériennes de l'IGN pour la période actuelle (1950 à aujourd'hui).

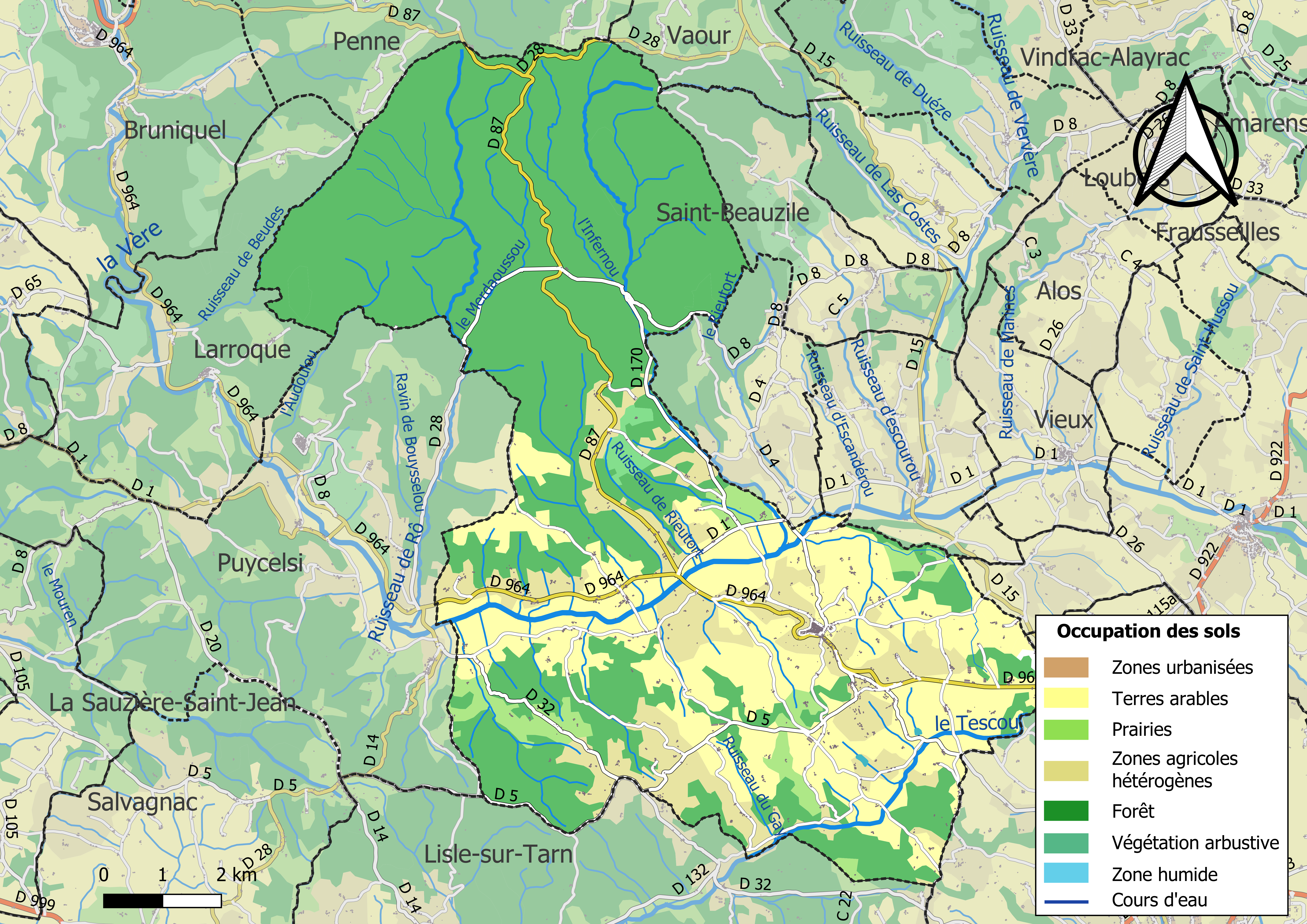
Carte des infrastructures et de l'occupation des sols de la commune en 2018 (CLC).

### Risques majeurs
Le territoire de la commune de Castelnau-de-Montmiral est vulnérable à différents aléas naturels : météorologiques (tempête, orage, neige, grand froid, canicule ou sécheresse), inondations, feux de forêts, mouvements de terrains et séisme (sismicité très faible). Il est également exposé à un risque technologique,  le transport de matières dangereuses, et à un risque particulier : le risque de radon. Un site publié par le BRGM permet d'évaluer simplement et rapidement les risques d'un bien localisé soit par son adresse soit par le numéro de sa parcelle.

#### Risques naturels
Certaines parties du territoire communal sont susceptibles d’être affectées par le risque d’inondation par débordement de cours d'eau, notamment la Vère, le Tescou, le ruisseau du Rô Oriental et le ruisseau de Rô. La cartographie des zones inondables en ex-Midi-Pyrénées réalisée dans le cadre du XIe Contrat de plan État-région, visant à informer les citoyens et les décideurs sur le risque d’inondation, est accessible sur le site de la DREAL Occitanie. La commune a été reconnue en état de catastrophe naturelle au titre des dommages causés par les inondations et coulées de boue survenues en 1982, 1992 et 2003,.
Castelnau-de-Montmiral est exposée au risque de feu de forêt du fait de la présence sur son territoire. En 2022, il n'existe pas de Plan de Prévention des Risques incendie de forêt (PPRif). Le débroussaillement aux abords des maisons constitue l’une des meilleures protections pour les particuliers contre le feu,.

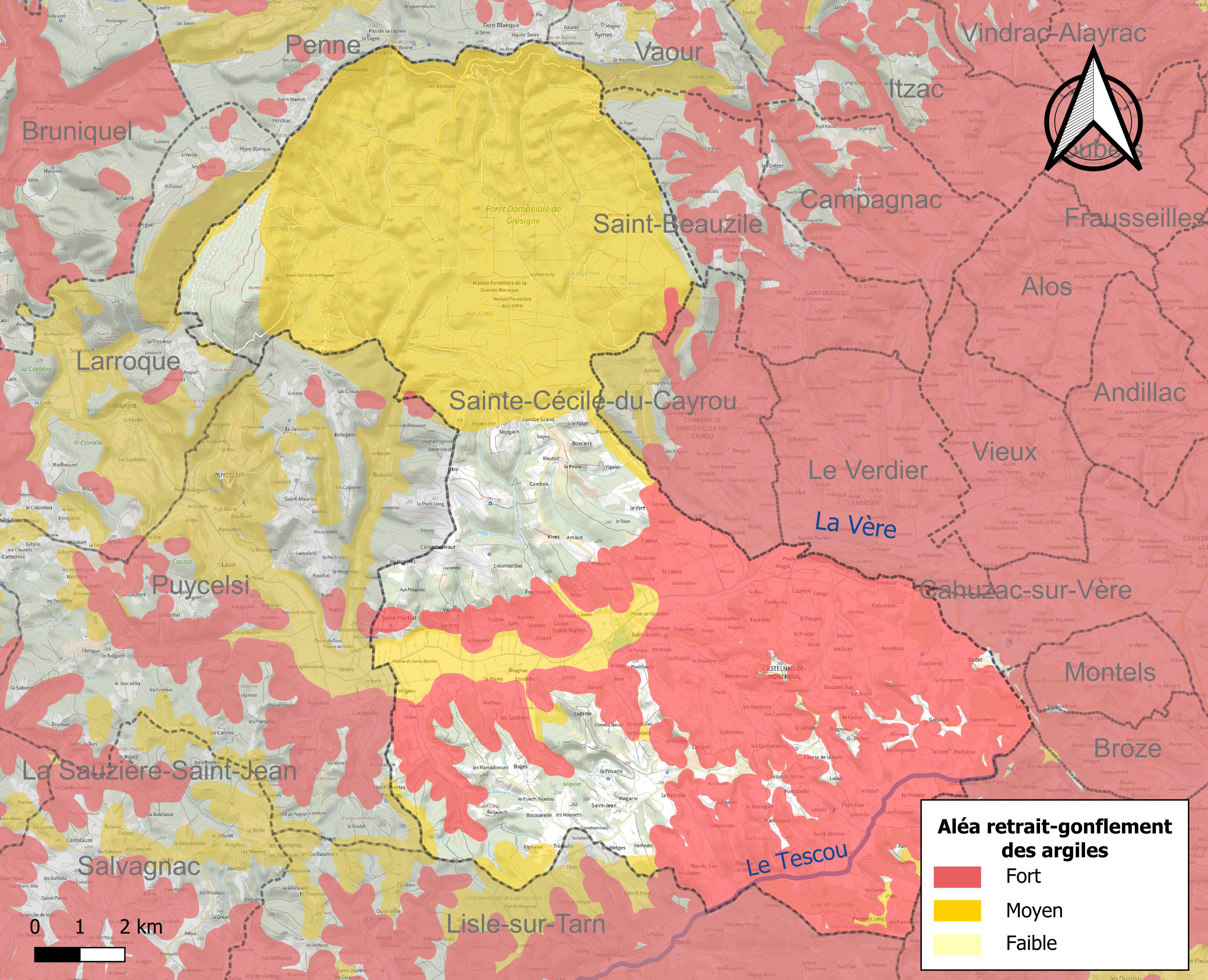
Carte des zones d'aléa retrait-gonflement des sols argileux de Castelnau-de-Montmiral.

La commune est vulnérable au risque de mouvements de terrains constitué principalement du retrait-gonflement des sols argileux. Cet aléa est susceptible d'engendrer des dommages importants aux bâtiments en cas d’alternance de périodes de sécheresse et de pluie. 78,6 % de la superficie communale est en aléa moyen ou fort (76,3 % au niveau départemental et 48,5 % au niveau national). Sur les 663 bâtiments dénombrés sur la commune en 2019, 402 sont en aléa moyen ou fort, soit 61 %, à comparer aux 90 % au niveau départemental et 54 % au niveau national. Une cartographie de l'exposition du territoire national au retrait gonflement des sols argileux est disponible sur le site du BRGM,.
Par ailleurs, afin de mieux appréhender le risque d’affaissement de terrain, l'inventaire national des cavités souterraines permet de localiser celles situées sur la commune.

#### Risques technologiques
Le risque de transport de matières dangereuses sur la commune est lié à sa traversée par des infrastructures routières ou ferroviaires importantes ou la présence d'une canalisation de transport d'hydrocarbures. Un accident se produisant sur de telles infrastructures est susceptible d’avoir des effets graves sur les biens, les personnes ou l'environnement, selon la nature du matériau transporté. Des dispositions d’urbanisme peuvent être préconisées en conséquence.

#### Risque particulier
Dans plusieurs parties du territoire national, le radon, accumulé dans certains logements ou autres locaux, peut constituer une source significative d’exposition de la population aux rayonnements ionisants. Certaines communes du département sont concernées par le risque radon à un niveau plus ou moins élevé. Selon la classification de 2018, la commune de Castelnau-de-Montmiral est classée en zone 3, à savoir zone à potentiel radon significatif.

## Toponymie
Il s'agit d'une formation toponymique médiévale composée de :
- castel nau (> nòu) « château neuf » en occitan (cf. Castelnau, Neufchâtel, etc.)
- Mont miral (Monte miraill 1259), toponyme en Mont- au sens de « colline, élévation de terrain, hauteur », appellatif toponymique issu du bas latin MONTE (du latin classique montem, accusatif de mons). Le second élément -miral représente l'ancien occitan miralh « miroir » → « point de vue, poste d'observation » équivalent de l'ancien français mirail cf. Montmirail[39]. Il s'agit d'un dérivé de mire, suivi du suffixe à valeur superlative  -alh cf. Montgradail (Aude, Montegardall 1215).

Remarque : les formes anciennes du type Mons Mirabilis sont des latinisations fantaisistes de clercs médiévaux. L'adjectif mīrābilis signifie en latin « admirable, merveilleux », d'où « miraculeux (lieu des miracles) » et dont le substantif en latin populaire, *mirabĭlia, (altération  du latin classique mīrābĭlia) a donné meravilha en occitan et merveille en français par évolution phonétique régulière et pas autre chose.

## Histoire
Tout autour de la forêt de Grésigne s'élèvent des dolmens de l'âge du bronze et des oppidums/oppida (places fortes) de l'âge du fer.
La bastide albigeoise est fondée en 1222 par Raymond VII, comte de Toulouse, qui a donné à la bastide les mêmes franchises qu'à Cordes et Gaillac.
Le diminutif de Montmiral a été communément utilisé dans les actes officiels, y compris au XIXe siècle dans l'état civil de la commune. Ce diminutif est encore utilisé aujourd'hui par ses habitants.
La bastide est réunie au domaine royal en 1271. Elle est administrée par un délégué du sénéchal de Toulouse jusqu'en 1322. Philippe V le Long l'a alors donnée à Arnaud de Trians, vicomte de Tallard.
Pendant la guerre de Cent Ans, les Anglais, conduits par le prince Noir, envahissent l'Albigeois en 1345. Ceux-ci se retireront sans oser attaquer la ville...
En 1352, les habitants rendent hommage à Louis de Trians. Par un acte de 1365, il confirme les coutumes de la communauté. Il a maintenu ses vassaux dans leurs prérogatives, avec le consentement de sa mère, Constance de Narbonne, en considération des dommages de la guerre et des contributions qu'ils ont payé pour la rançon du roi.
À la fin du XIVe siècle, la bastide fait partie des domaines de Bernard VII d'Armagnac. Castelnau est alors gardé par des capitaines du parti des Armagnacs qui désolaient les terres autour et dont se plaignent les consuls de Gaillac, de Puycelsy et de Penne. En l'absence du comte d'Armagnac, Bonne de Berry écrit à ses bonnes gens pour bien garder la ville. En 1470, Louis XI met sous séquestre les domaines du comte d'Armagnac. Georges II de La Trémoille, sire de Craon, gouverneur de Tours, conseiller et premier chambellan de Louis XI, obtient du roi la seigneurie de Castelnau-de-Montmiral, Villeneuve et Milhavet. Après 1479, Louis Ier d'Amboise, évêque d'Albi, obtient du roi l'autorisation de faire l'acquisition de la seigneurie. Charles Ier d'Armagnac est rétabli dans ses domaines en 1484. Il s'établit à Castelnau où il meurt en 1497. La seigneurie rentre alors dans le domaine de la Couronne.
Pendant les guerres de religion, Castelnau-de-Montmiral n'adhère jamais au protestantisme et accueille les catholiques de Gaillac, qui ont été chassés de la ville par les protestants majoritaires. En janvier 1587, une attaque du capitaine protestant Bruniquel est repoussée. Selon la légende, une femme revenant de puiser l'eau à la fontaine du Théron aurait donné l'alerte, contraignant les assaillants à une retraite précipitée.
Louis XIII revenant du siège de Saint-Antonin est passé à Castelnau-de-Montmiral le 24 juin 1622, logé dans la maison de Tonnac.
C'est également le lieu d'habitation de la célèbre famille Privat[Laquelle ?].[réf. nécessaire]

## Politique et administration

### Administration municipale
Le nombre d'habitants au recensement de 2017 étant compris entre 500 habitants et 1 499 habitants, le nombre de membres du conseil municipal pour l'élection de 2020 est de quinze,.

### Rattachements administratifs et électoraux
Commune faisant partie de l'arrondissement d'Albi du canton de Castelnau-de-Montmiral jusqu'à sa suppression en 2015, date depuis laquelle elle appartient au canton de Vignobles et Bastides. Enfin, elle est rattachée à la deuxième circonscription du Tarn. La commune faisait partie de la communauté de communes Tarn et Dadou devenue Gaillac Graulhet Agglomération.

### Liste des maires
| Période                                  | Période  | Identité      | Étiquette | Qualité |
| ---------------------------------------- | -------- | ------------- | --------- | --- |
| mars 2001                                | En cours | Paul Salvador | DVD       | Conseiller général du canton de Castelnau-de-Montmiral (1992 → 2015), puis départemental du canton de Vignobles et Bastides (2015 → ). |
| Les données manquantes sont à compléter. |          |               |           | |

## Démographie
L'évolution du nombre d'habitants est connue à travers les recensements de la population effectués dans la commune depuis 1793. Pour les communes de moins de 10 000 habitants, une enquête de recensement portant sur toute la population est réalisée tous les cinq ans, les populations de référence des années intermédiaires étant quant à elles estimées par interpolation ou extrapolation. Pour la commune, le premier recensement exhaustif entrant dans le cadre du nouveau dispositif a été réalisé en 2008.

En 2022, la commune comptait 1 055 habitants, en évolution de +1,64 % par rapport à 2016 (Tarn : +2,52 %, France hors Mayotte : +2,11 %).
| 1793  | 1800  | 1806  | 1821  | 1831  | 1836  | 1841  | 1846  | 1851  |
| ----- | ----- | ----- | ----- | ----- | ----- | ----- | ----- | ----- |
| 2 452 | 2 523 | 2 716 | 2 758 | 3 104 | 3 108 | 3 086 | 3 116 | 3 066 |

| 1856  | 1861  | 1866  | 1872  | 1876  | 1881  | 1886  | 1891  | 1896  |
| ----- | ----- | ----- | ----- | ----- | ----- | ----- | ----- | ----- |
| 3 019 | 3 021 | 2 901 | 2 569 | 2 507 | 2 532 | 2 559 | 2 563 | 2 058 |

| 1901  | 1906  | 1911  | 1921  | 1926  | 1931  | 1936  | 1946  | 1954  |
| ----- | ----- | ----- | ----- | ----- | ----- | ----- | ----- | ----- |
| 1 771 | 1 777 | 1 682 | 1 522 | 1 508 | 1 502 | 1 419 | 1 315 | 1 284 |

| 1962  | 1968  | 1975  | 1982 | 1990 | 1999 | 2006 | 2008 | 2013  |
| ----- | ----- | ----- | ---- | ---- | ---- | ---- | ---- | ----- |
| 1 238 | 1 215 | 1 037 | 958  | 910  | 895  | 940  | 952  | 1 029 |

| 2018  | 2022  | - | - | - | - | - | - | - |
| ----- | ----- | - | - | - | - | - | - | - |
| 1 027 | 1 055 | - | - | - | - | - | - | - |

| selon la population municipale des années : | 1968 | 1975 | 1982 | 1990 | 1999 | 2006 | 2009 | 2013 |
| Rang de la commune dans le département      | 44   | 52   | 52   | 64   | 68   | 71   | 73   | 69   |
| Nombre de communes du département           | 326  | 324  | 324  | 324  | 324  | 323  | 323  | 323  |

## Économie

### Revenus
En 2018, la commune compte 449 ménages fiscaux, regroupant 1 061 personnes. La médiane du revenu disponible par unité de consommation est de 19 840 € (20 400 € dans le département).

### Emploi
|                | 2008  | 2013  | 2018  |
| -------------- | ----- | ----- | ----- |
| Commune        | 4,4 % | 7,8 % | 7,6 % |
| Département    | 8,2 % | 9,9 % | 10 %  |
| France entière | 8,3 % | 10 %  | 10 %  |

En 2018, la population âgée de 15 à 64 ans s'élève à 578 personnes, parmi lesquelles on compte 77 % d'actifs (69,4 % ayant un emploi et 7,6 % de chômeurs) et 23 % d'inactifs,. Depuis 2008, le taux de chômage communal (au sens du recensement) des 15-64 ans est inférieur à celui de la France et du département.
La commune fait partie de la couronne de l'aire d'attraction de Gaillac, du fait qu'au moins 15 % des actifs travaillent dans le pôle,. Elle compte 271 emplois en 2018, contre 311 en 2013 et 313 en 2008. Le nombre d'actifs ayant un emploi résidant dans la commune est de 416, soit un indicateur de concentration d'emploi de 65 % et un taux d'activité parmi les 15 ans ou plus de 54,6 %.
Sur ces 416 actifs de 15 ans ou plus ayant un emploi, 170 travaillent dans la commune, soit 41 % des habitants. Pour se rendre au travail, 78,6 % des habitants utilisent un véhicule personnel ou de fonction à quatre roues, 2,6 % les transports en commun, 4 % s'y rendent en deux-roues, à vélo ou à pied et 14,7 % n'ont pas besoin de transport (travail au domicile).

### Activités hors agriculture

#### Secteurs d'activités
109 établissements sont implantés  à Castelnau-de-Montmiral au 31 décembre 2019. Le tableau ci-dessous en détaille le nombre par secteur d'activité et compare les ratios avec ceux du département,.
| Secteur d'activité                                                                                        | Commune | Commune | Département |
| Secteur d'activité                                                                                        | Nombre  | %       | %           |
| --- | ------- | ------- | ----------- |
| Ensemble                                                                                                  | 109     |         |             |
| Industrie manufacturière, industries extractives et autres                                                | 11      | 10,1 %  | (13 %)      |
| Construction                                                                                              | 15      | 13,8 %  | (12,5 %)    |
| Commerce de gros et de détail, transports, hébergement et restauration                                    | 33      | 30,3 %  | (26,7 %)    |
| Information et communication                                                                              | 2       | 1,8 %   | (2,1 %)     |
| Activités immobilières                                                                                    | 3       | 2,8 %   | (4,2 %)     |
| Activités spécialisées, scientifiques et techniques et activités de services administratifs et de soutien | 17      | 15,6 %  | (13,8 %)    |
| Administration publique, enseignement, santé humaine et action sociale                                    | 16      | 14,7 %  | (15,5 %)    |
| Autres activités de services                                                                              | 12      | 11 %    | (9 %)       |

Le secteur du commerce de gros et de détail, des transports, de l'hébergement et de la restauration est prépondérant sur la commune puisqu'il représente 30,3 % du nombre total d'établissements de la commune (33 sur les 109 entreprises implantées  à Castelnau-de-Montmiral), contre 26,7 % au niveau départemental.

#### Entreprises et commerces
Les cinq entreprises ayant leur siège social sur le territoire communal qui génèrent le plus de chiffre d'affaires en 2020 sont : 
- CJKL Forest, analyses, essais et inspections techniques (807 k€)
- Venturi SARL Societe D'exploitation, exploitation forestière (658 k€)
- SARL GSM 81, location de logements (68 k€)
- Colo & Co, hébergement touristique et autre hébergement de courte durée (46 k€)
- Soc M G Transports, transports routiers de fret de proximité (4 k€)

### Agriculture
La commune est dans le Gaillacois, une petite région agricole au sous-sol argilo-graveleux et/ou calcaire dédiée à la viticulture depuis plus de 2000 ans, située dans le centre-ouest du département du Tarn. En 2020, l'orientation technico-économique de l'agriculture  sur la commune est la polyculture et/ou le polyélevage. 
|               | 1988  | 2000  | 2010  | 2020  |
| ------------- | ----- | ----- | ----- | ----- |
| Exploitations | 102   | 66    | 55    | 51    |
| SAU (ha)      | 3 094 | 3 122 | 3 280 | 3 458 |

Le nombre d'exploitations agricoles en activité et ayant leur siège dans la commune est passé de 102 lors du recensement agricole de 1988  à 66 en 2000 puis à 55 en 2010 et enfin à 51 en 2020, soit une baisse de 50 % en 32 ans. Le même mouvement est observé à l'échelle du département qui a perdu pendant cette période 58 % de ses exploitations,. La surface agricole utilisée sur la commune a quant à elle augmenté, passant de 3094 ha en 1988 à 3458 ha en 2020. Parallèlement la surface agricole utilisée moyenne par exploitation a augmenté, passant de 30 à 68 ha.

## Vie locale

### Animations
Tous les ans, en juillet, "Les Terres Rouges" (anciennement "les Musicales de Montmiral") proposent un festival de musique  qui se déroule sur trois jours entre la base de loisirs Vère Grésigne et le cœur du village. La semaine du 15 août a lieu un second festival de musique "le CastelRoc".
Concerts sur la place des arcades et en août sur l'esplanade avec buvettes, restaurations et grillades assurées par le Dégourdy's Club de GAILLAC.
- Le village fut visité par Jean-Paul Sartre et Simone de Beauvoir. Voici le récit que cette dernière en fait :

« Sartre préférait les pierres aux arbres ; mes plans tenaient compte de ses goûts. Tantôt marchant, tantôt prenant des cars nous visitâmes des villes et des villages, des abbayes, des châteaux. Un soir, un petit autobus cahotant et bondé nous amena à Castelnau de Montmiral ; il pleuvait ; en descendant sur la place entourée d’arcades, Sartre me dit abruptement qu’il en avait assez d’être fou. »
- Dans la série américaine Smallville, la famille de Lana Lang est originaire de Castelnau-de-Montmiral.
- Lieu de tournage du film Rémi sans famille.

### Gastronomie
- Les reponchons (mot occitan qui s'applique au tamier, également appelé herbe aux femmes battues en français ; prononcer repountchous) poussent dans les haies et les fossés. On les ramasse en avril, autour de Pâques. Ils ressemblent à du liseron (fine liane grimpante) ou à des asperges sauvages. Amers, ils se consomment cuits à l'eau, ou coupés en tronçons et cuits à la poêle, seuls ou en préparation (omelette, lardons)..
- Les radis au foie : cuire des rouelles de radis et des dés de foie de veau à la poêle, puis déglacer au vinaigre.
- Les oreillettes.
- La fouace avec laquelle on fête les Rois à l'Épiphanie.
- La croustade : tourte aux pommes, poires ou pruneaux.
- La confiture de citre. La citre est une pastèque qui ne se consomme pas crue mais sous forme de confiture ou de fruits confits. La culture de ce fruit était répandue dans le sud de la France mais est devenue rare de nos jours.
- Le boudin Galabar  (issu de l"occitan goula, « tête ») fait partie des boudins noirs. Il peut être séché pour prolonger sa conservation. Il se mange cru ou cuisiné (frit ou poêlé).
- Pâté de foie de porc.

### Activités sportives
Chasse, randonnée pédestre, pétanque, complexe sportif (gymnase),
Lieu de passage de la 11e étape du Tour de France 2019.

## Culture locale et patrimoine

### Lieux et monuments

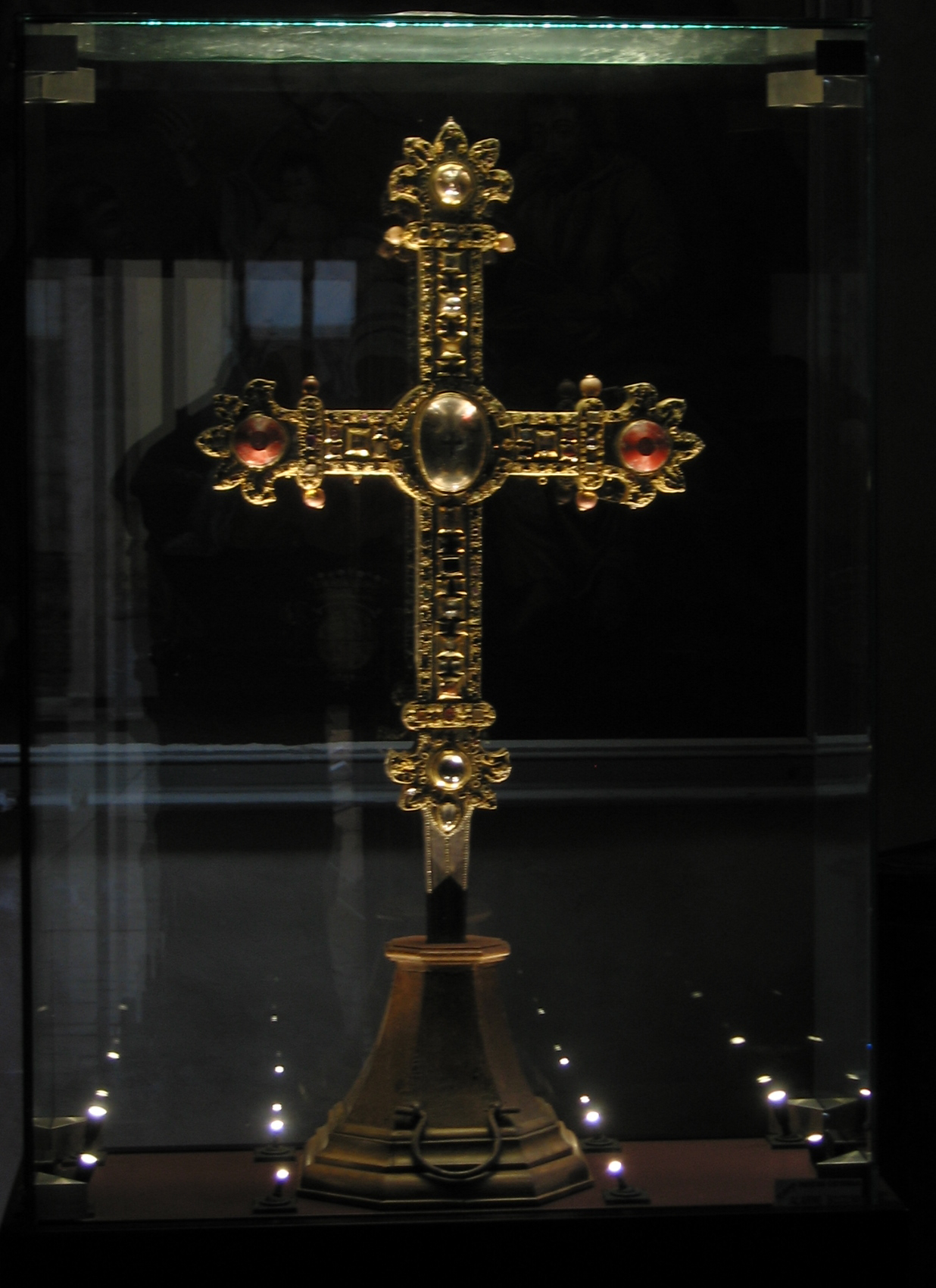
Croix reliquaire, début XIVe siècle.

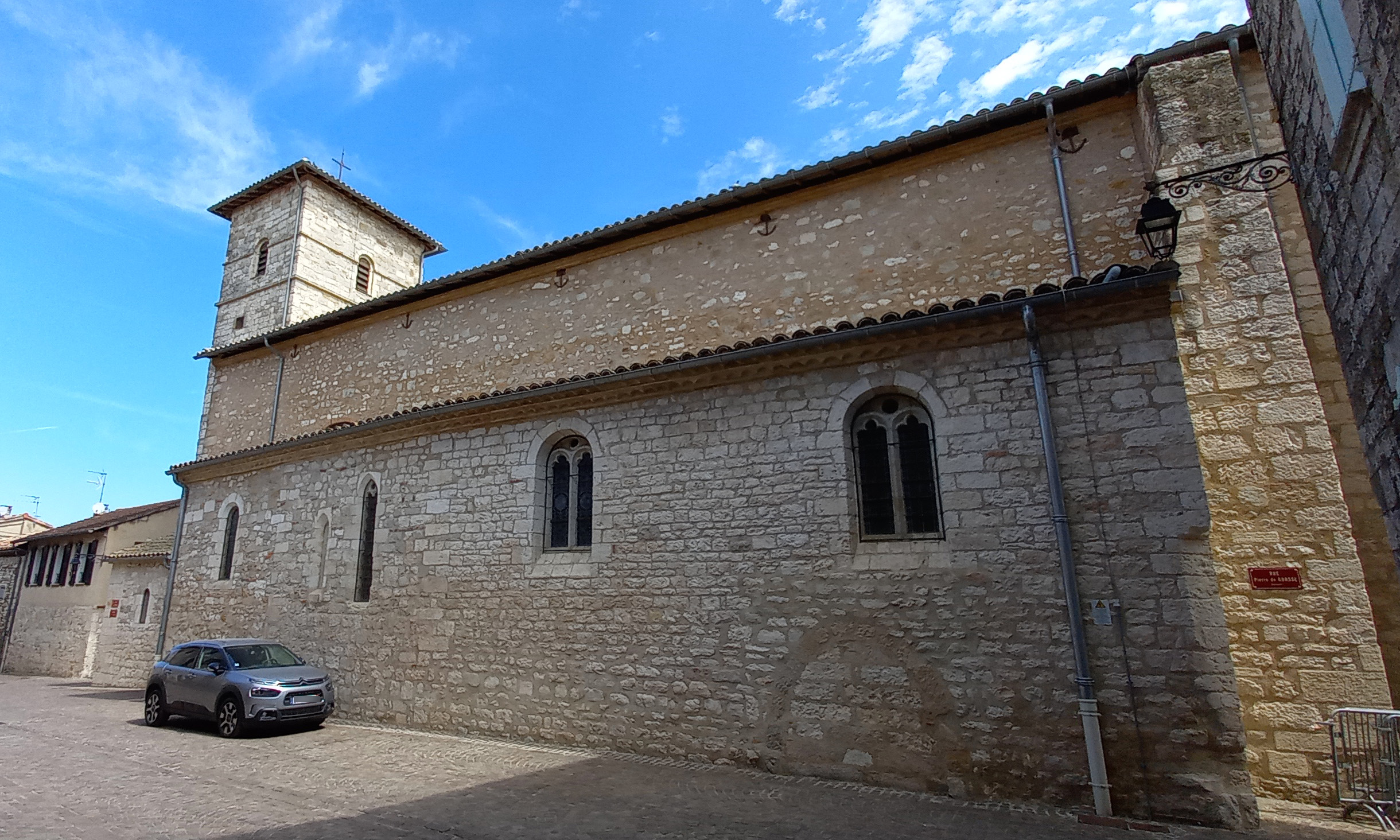
Église Notre-Dame-de-l'Assomption de Castelnau-de-Montmiral. (la cloche date de 1554)[59].
- Église Saint-Étienne de Brugnac.
- Église Saint-Jérôme de Saint-Jérôme.
- Chapelle Notre-Dame de Gradille.
- Chapelle Saint-Jean de Montels de Saint-Jean.
- Église Saint-Martial de Saint-Martial.
- Église Saint-Martin de Castelnau-de-Montmiral.
- Village classé parmi les « plus beaux villages de France ».
- Place des Arcades avec son pilori.
- Portes fortifiées (portes des Garrics, de Toulze).
- Maisons en pierre et à colombages, dont la maison, place publique, datée de 1630
- Remparts.
- Château du Guet détruit en 1819 que l'on retrouve sur les armoiries du village.
- Croix reliquaire dite de Montmiral, exécutée en 1341 par un orfèvre d'Albi et achevée par un orfèvre de Toulouse après diverses vicissitudes[59].
- Plusieurs petits châteaux sont situés sur la commune : Corduriès, Fézembat, Mazières, château de Mayragues.
- Plusieurs souterrains refuge.
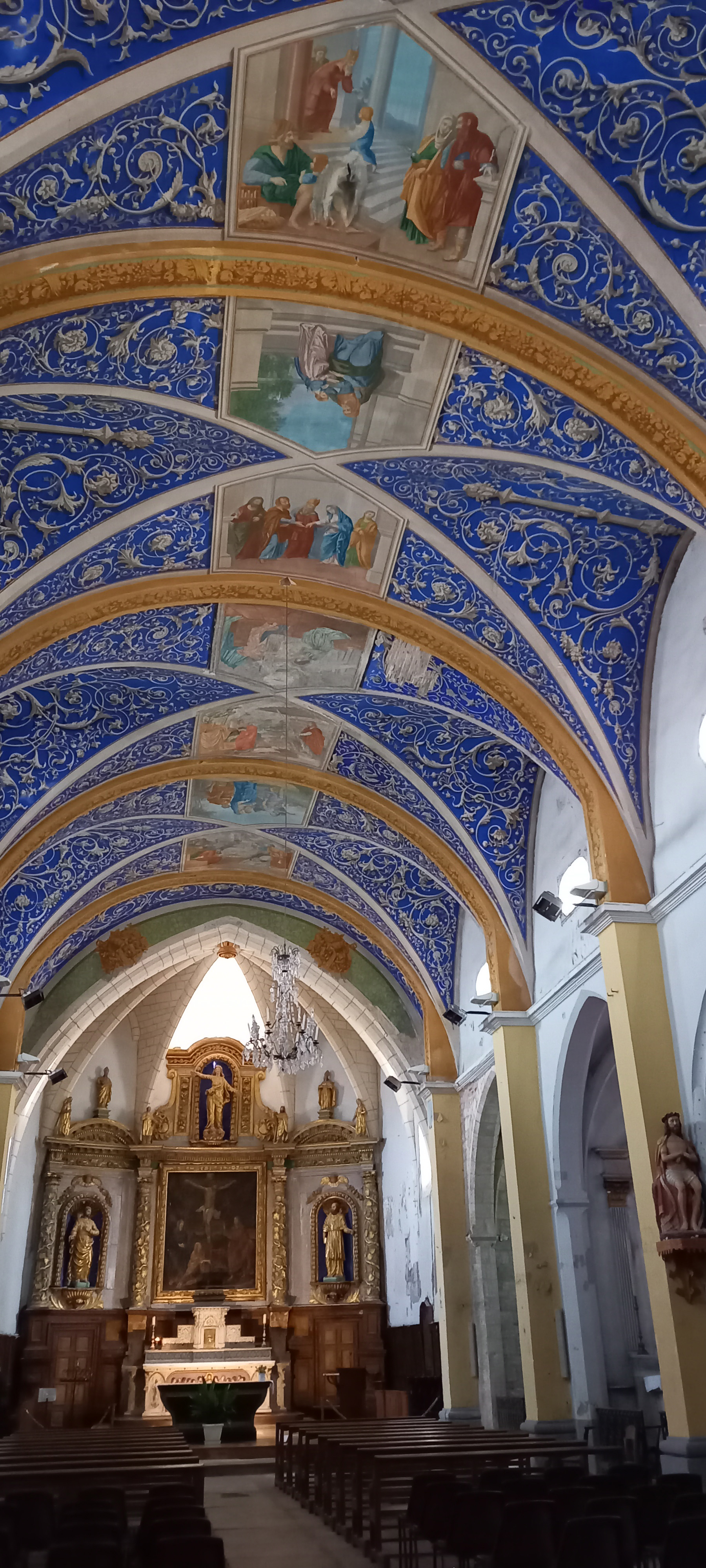
Forêt de Grésigne.   - église Notre-Dame de l'Assomption
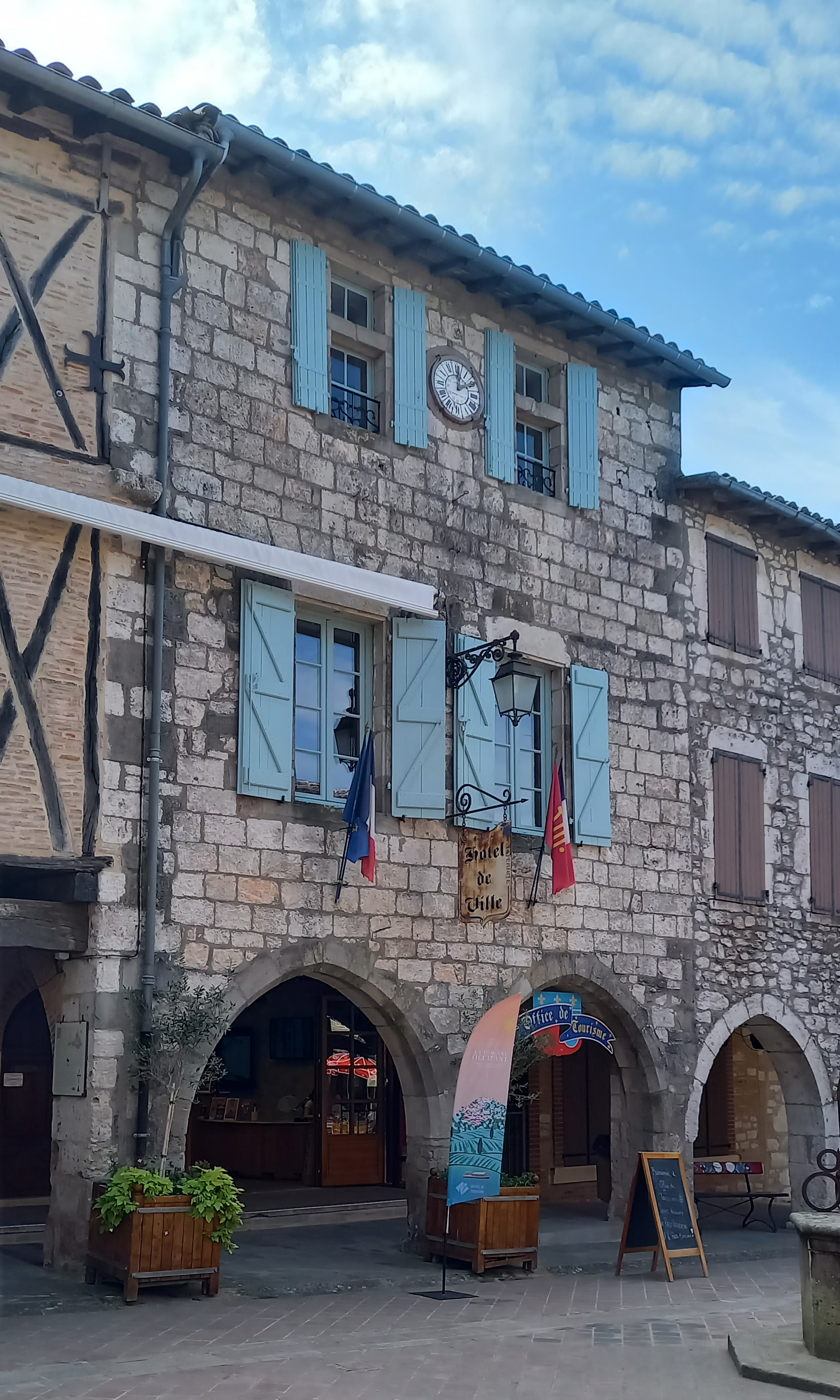
mairie
  - intérieur de l'église Notre-Dame de l'Assomption
  - mairie

### Personnalités liées à la commune
- Charles Ier d'Armagnac, comte d'Armagnac, y est mort en 1496.
- Pierre de Fenoÿl.
- Charles Portal né sur la commune.

### Héraldique
| Castelnau-de-Montmiral | Son blasonnement est : De gueules au château donjonné d'argent, ouvert et maçonné de sable, senestré d'un monde croisé d'or, le tout surmonté d'un miroir du même, ouvert aussi de sable, au chef cousu d'azur chargé de trois fleurs de lys aussi d'or. |